# 绒毛黄耆
绒毛黄耆（学名：Astragalus hendersonii）为豆科黄芪属的植物。分布于克什米尔以及中国大陆的新疆、西藏、青海等地，生长于海拔4,700米至5,000米的地区，多生在砾石山坡以及半固定沙坡，目前尚未由人工引种栽培。